# Рибница (област Смолян)
Вижте пояснителната страница за други значения на Рибница.
Рибница е село в Южна България. То се намира в община Рудозем, област Смолян.

## География
Село Рибница се намира в планински район. Китното селце е избрано за стратегически център на област Смолян. Разположено е в най-южните части на Родопите. На 7 километра от границата с Гърция в непосредствена близост до град Рудозем. Село Рибница е атрактивно селище с разнообразна флора и фауна. Смесеният тип на горите (иглолистни и широколистни) създават благоприятни условия за дивеча диворастящи плодове и гъби. Срещат се зайци, елени, сърни, глигани, лисици, белки, орли, бухали, костенурки, катерици и други. В покрайнините на селото има масиви от малини, къпини, дрянки, сливи, череши, ягоди, круши, дюли и други.

## История
Село Рибница е създадено през 1632 година със заселване първоначално на две овчарски семейства, а не след дълго и семейството на египетски ковач. Потомци на овчарите са фамилиите Мусабашови и Кехайови. През годините фамилиите са били изключително богати животновъди. По време на Балканската, Междусъюзическа и Първта световна война региона е бил тероризиран от всички нашественици. Населението е било ограбвано и принуждавано да дава всичко, което има. Така се обеднели иначе богатите фамилии.

## Обществени институции
След 1949 година започва геоложко проучване на богатите залежи на олово - цинкова руда и непосредствено след това стартира строителство на рудници, което през годините става алтернатива за препитанието на населението. Това създава предпоставки за обособяване на Рудоуправление, Полицейски участък, Лечебница, Училище, Детска градина, Кино - клуб, което прави Рибница административен център на Общината. Това продължава до 1965 година, когато град Рудозем изземва функциите на административния център. След „идването на демокрацията“ рудниците се закриват като се предприемат екологични мерки за рехабилитация и рекултивация на земите, засегнати от рудодобива, като се издават сертификати за екологично чист район.

## Културни и природни забележителности
Една от уникалните по рода си забележителност е средновековната крепост Козник или Рим папа, построена в посока на днешния град Рудозем, за да пази някогашния кервански път. Древната крепост е наричана от местното население Рим папа или Кечика, Кечикая (от турски keçikaya, кози камък). Кечикая се идентифицира от изследователите със средновековната крепост, спомената на гръцки като Κοσνικος (Косникос, тоест Козник) от Йоан Кантакузин в средата на 14 век като една от деветте родопски крепости, предадени от императрица Анна Савойска на българския цар Иван Александър заради обещаната българска помощ във войната срещу Кантакузин.

## Личности
- Румен Пехливанов – кмет на община Рудозем, магистър по финанси, специализирал в Германия. Кандидат за евродепутат от листата на ДПС на изборите за Европейски парламент през 2009 година.[4]